# Eroii Gemeni

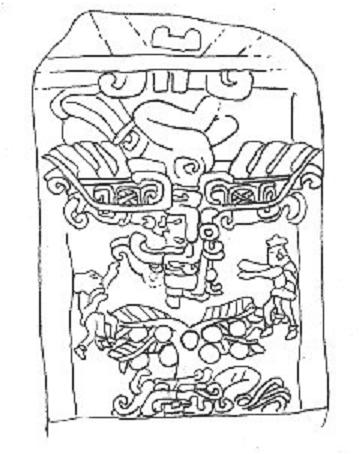
Eroii Gemeni şi zeitatea pasăre Vucub Caquix. Vezi pentru o imagine mai clară.

Eroii Gemeni sunt figurile centrale din narațiunea inclusă în documentul colonial Quiche denumit Popol Vuh, care constituie cel mai vechi mit Maya care s-a păstrat în totalitate.
Denumiți Hun-Ahpu și Xbalanque în Quiché, gemenii au fost identificați și în arta mayașă clasică (200-900 d.Hr). Motivul gemenilor reapare în multe mitologii native americane. Gemenii mayași, în special, ar putea fi considerați ca strămoșii mitici ai conducătorilor mayași.

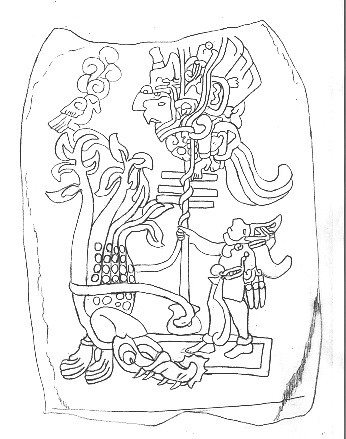
Hun-Ahpu ucigând zeitatea pasăre Vucub Caquix cu o lovitură.

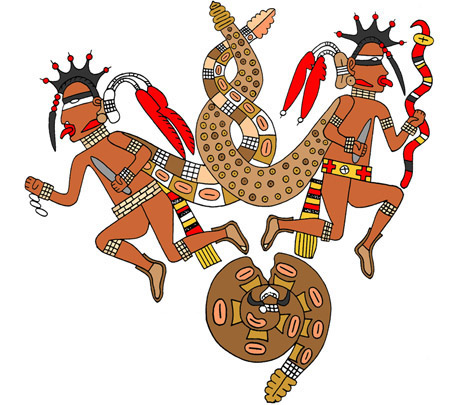
Eroii Gemeni mississippieni pe partea din spate a unui șarpe cu coarne. Redesenat după o cochilie de melc gravată de artistul Herb Roe.